# ماريك مينتال
ماريك مينتال (مواليد 2 سبتمبر 1977 في زيلينا - تشيكوسلوفاكيا) لاعب كرة قدم سلوفاكي يلعب حاليا لصالح نادي الدرجة الأولى نورمبرغ الألماني منذ 2003 في مركز الوسط المهاجم . .

## مسيرته الكروية
لعب ماريك مينتال خلال مسيرته الاحترافية مع 4 أندية في سبعة عشر موسمًا وسجل خلالها 159 هدف ضمن 420 مباراة. حيث فاز في موسم واحد بالكأس وفي موسمين بالدوري.
خاض ماريك مينتال مسيرته مع نادي جيلينا في موسم 1996–97 ليلعب معه سبعة مواسم، مشاركًا في 186 مباراة سجل خلالها 76 هدفًا. ثم انتقل إلى نادي نورنبرغ في موسم 2003–04 ليلعب معه ثمانية مواسم، حيث شارك في 180 مباراة سجل خلالها 66 هدفًا. لينتقل بعدها إلى نادي هانزا روستوك في موسم 2011–12 لمدة موسم واحد، مشاركًا في 24 مباراة سجل خلالها 6 أهداف. ثم انتقل إلى 1. FC Nürnberg II ‏ في موسم 2012–13 لمدة موسم واحد، مشاركًا في 30 مباراة سجل خلالها 11 هدفًا.

## روابط خارجية
- ماريك مينتال على موقع الاتحاد الدولي (مؤرشف)  (الإنجليزية)
- ماريك مينتال على موقع الاتحاد الأوربي (الإنجليزية)
- ماريك مينتال على موقع قاعدة بيانات كرة القدم.إي يو (الإنجليزية)
- ماريك مينتال على موقع بيانات كرة القدم. دي إي (الألمانية)
- ماريك مينتال على موقع ناشيونال فوتبول تيمز (الإنجليزية)
- ماريك مينتال على موقع Soccerway.com (الإنجليزية)
- ماريك مينتال على موقع عالم كرة القدم.نت (الإنجليزية)
- ماريك مينتال على موقع كووورة
- ماريك مينتال على موقع اللجنة الأولمبية الدولية (الإنجليزية)
- ماريك مينتال على موقع أوليمبيديا (الإنجليزية)